# Ruská Bystrá
Ruská Bystrá este o comună slovacă, aflată în districtul Sobrance din regiunea Košice. Localitatea se află la altitudinea de 418 m deasupra n.m., se întinde pe o suprafață de 11,96 km2 și în 2017 număra 112 locuitori.

## Istoric
Localitatea Ruská Bystrá este atestată documentar din 1405.

## Demografie
| An:                | 1994 | 2004    | 2014    | 2024   |
| ------------------ | ---- | ------- | ------- | ------ |
| Număr de persoane: | 167  | 133     | 118     | 107    |
| Diferență:         |      | −20,35% | −11,27% | −9,32% |

| An:                | 2023 | 2024 |
| ------------------ | ---- | ---- |
| Număr de persoane: | 107  | 107  |
| Diferență:         |      | +0%  |